# Mayfield (Midlothian)
Mayfield – miejscowość w południowo-wschodniej Szkocji, w hrabstwie Midlothian, położona około 1 km na wschód od sąsiedniego Newtongrange. W 2011 roku łączna liczba mieszkańców obu miejscowości wynosiła 13 290 osób, samo Mayfield zamieszkane byłe przez około 8000 ludzi.
Miejscowość powstała w latach 50. XX wieku jako zaplecze mieszkalne dla pracowników pobliskich kopalni węgla. Zbudowane zostało na terenach wcześniej wykorzystywanych rolniczo. Nazwę Mayfield nosiło znajdujące się w tym miejscu gospodarstwo rolne. Ostatnia z kopalń zamknięta została w 1999 roku. Współcześnie miejscowość pełni funkcję miasta satelickiego dla oddalonego o około 15 km Edynburga.